# 辛炳
辛炳，字如晦。福建侯官 (今福州市)人。
元符三年(1100年)，中进士。曾任监察御史兼权殿中侍御史。以失言得罪蔡京，被罢官居。宋高宗即位后，任直龙图阁、知潭州。绍兴二年(1132 年)，复任殿中侍御史。后任御史中丞，出知漳州，未赴而卒。